# Letis buteo
Letis buteo är en fjärilsart som beskrevs av Achille Guenée 1852. Letis buteo ingår i släktet Letis och familjen nattflyn. Inga underarter finns listade i Catalogue of Life.